# Blackburn Beverley
Pour les articles homonymes, voir Beverley.
Le Blackburn C.1 Beverley est un avion militaire de la Guerre froide réalisé au Royaume-Uni par Blackburn Aircraft.